# Ilex neblinensis
Ilex neblinensis är en järneksväxtart som beskrevs av Edwin. Ilex neblinensis ingår i släktet järnekar, och familjen järneksväxter. Inga underarter finns listade i Catalogue of Life.